# 豆原一成
豆原一成（日语：／ Mamehara Issei，2002年5月30日—）是日本偶像藝人團體JO1的成员，所屬經紀公司為LAPONE娱乐。岡山縣真庭市出身。2019年，通过参加选秀节目PRODUCE 101 JAPAN，在决赛取得第一名的成绩，并成为中心位进入节目出道组合JO1。

## 经历
中学时代，加入了学校的游泳部，并参加过游泳大赛。高中时期，加入了学校软式棒球部。以EXILE TRIBE为偶像的他非常喜欢跳舞，他在空闲时间会在舞蹈教室担任舞蹈老师。
在2019年夏天，17歲高二生的豆原一成参加选秀节目《PRODUCE 101 JAPAN》，并被观众称为“国民的初恋”（国民の初恋），在12月11日直播的决赛中，以总票数261,583票取得第一名，成为中心位进入节目出道组合JO1。团体将于2020年3月4日发行出道单曲，以此正式展开活动。

## 人物
- 身高174公分，体重69公斤，血型为O型[7][8]
- 兴趣：跳舞、唱歌、在Mercari淘衣服、拍摄TikTok[9]
- 特长：棒球、游泳、模仿假面骑士、舞蹈（特别是90年代的HipHop）[9][7]、扮鬼脸
- 昵称：（Mame-chan）[2][10]、（Mame）
- 代表色：红色[11]

## 演出作品

### 电视节目
- 《PRODUCE 101 JAPAN》（2019年9月26日 - 12月11日、TBS/GYAO!（日语：GYAO!））
- 《闹钟电视》（2020年11月、富士電視台） - 当月娱乐新闻推荐人[12]
- あざとくてなにが悪いの？「あざと連ドラ」（2023年、朝日電視台）- 飾 拓真

### 電視劇
- 超人間要塞緋炉詩戰記（2023年2月13日 - 3月16日、NHK綜合台） - 飾 田中ヒロシ / 緋炉詩 [13]
- お笑いインスパイアドラマ ラフな生活のススメ（2023年7月4日 - 9月19日、NHK綜合台） -  飾 山本信行[14]
- 海中沉睡的鑽石（2024年10月20日 - 12月22日、TBS） - 飾 星也[15]

### 電影
- （2021年2月26日上映）出演其中单元[16]
- 《劇場版 假面騎士REVICE Battle Familia》（2022年7月22日上映）飾 大谷希望/假面騎士Chimera
- 《BADBOYS -THE MOVIE-》（2025年5月30日上映）飾 桐木司（主演）

### 網路劇
- 青春方程式Girl's Type「メモリーオフ」（2022年3月1日より順次配信、Amazon Prime Video）- 飾 戸志野はじめ[17]
- 《Birth of Chimera》[18]飾 大谷希望